# SERPINA9
SERPINA9‏ (Serpin family A member 9) هوَ بروتين يُشَفر بواسطة جين SERPINA9 في الإنسان.